# 般若湯
般若湯（はんにゃとう）は、仏教においての言葉で酒を意味する。

## 概要
仏教において、僧の間で酒のことを般若湯と言う。般若とはサンスクリット語では知恵のことであり、酒である般若湯とは知恵を出す湯と言う意味になる。
仏教では5つの戒律があり、「不殺生戒」「不偸盗戒」「不邪淫戒」「不妄語戒」「不飲酒戒」となっており、酒を飲んではいけないと戒めが5番目に設けられている。5番目になっているのは酒を飲んだならば前の4つの戒律を犯しやすくなるため。ところが日本の仏教では五戒とは飲酒そのものを禁止しているわけではなく、飲酒をして悪いことをしなければ問題は無いとか、飲酒するのは酔うためではなく修行に役立つ知恵を生むために飲んでいると解釈して飲酒をできるようにしている。この知恵を生むための飲み物が般若湯というわけである。そして日本の仏教ではユダヤ教やキリスト教やイスラム教のように戒律を破ったならば厳しい刑罰を科すということは無く、自主性に委ねられて酒を飲めるようになっている。酒を飲んで前後不覚になるまで酔えば犯罪を招く戒律に反する行為であり、酒を飲むならば適正な飲み方で自己責任で飲むこととしている。酒を飲んでも4つの戒めを守れるのであれば飲んでもよいや、酒を百薬の長として適量を飲むのみであるならば飲んでもよいという考えもあった。
空海が仏教でも酒を飲むことを認めるようになっていた。高野山の開創当時は酒を飲むことが禁止されていたものの、空海は効用を認めて塩と酒の一杯ならば許されることとなった。それからの高野山では修行を終えた夕方に一杯のみの熱燗が許され、この酒を般若湯と呼んでいた。
書物による般若湯という言葉の初出は、義堂周信による空華日用工夫略集である。ここでは清拙正澄が雪の峰に頂相を供える時にひそかに般若湯を飲んでいたというようなことが書かれている。
仏教の五戒に「不飲酒戒」が加わったのは、釈迦自身が酒が苦手だったからであるという説がある。釈迦と同時代に台頭していたジャイナ教では4戒までは仏教と同じであったが、5つめは仏教の「不飲酒戒」で酒を飲むことを禁止とは異なり、「無所有戒」という不要の財物は持たないこととなっていた。